# تراونرويت
تروانرويت (بالألمانية: Traunreut) هي بلدة ألمانية تقع في ألمانيا في تراونشتاين. يقدر عدد سكانها بـ 21,085 نسمة .

## المدن التوأمة
مدن فيروفيتيكا، نيتونو و Lucé هي مدن توأمة لـتروانرويت.